# Посмішка дельфіна

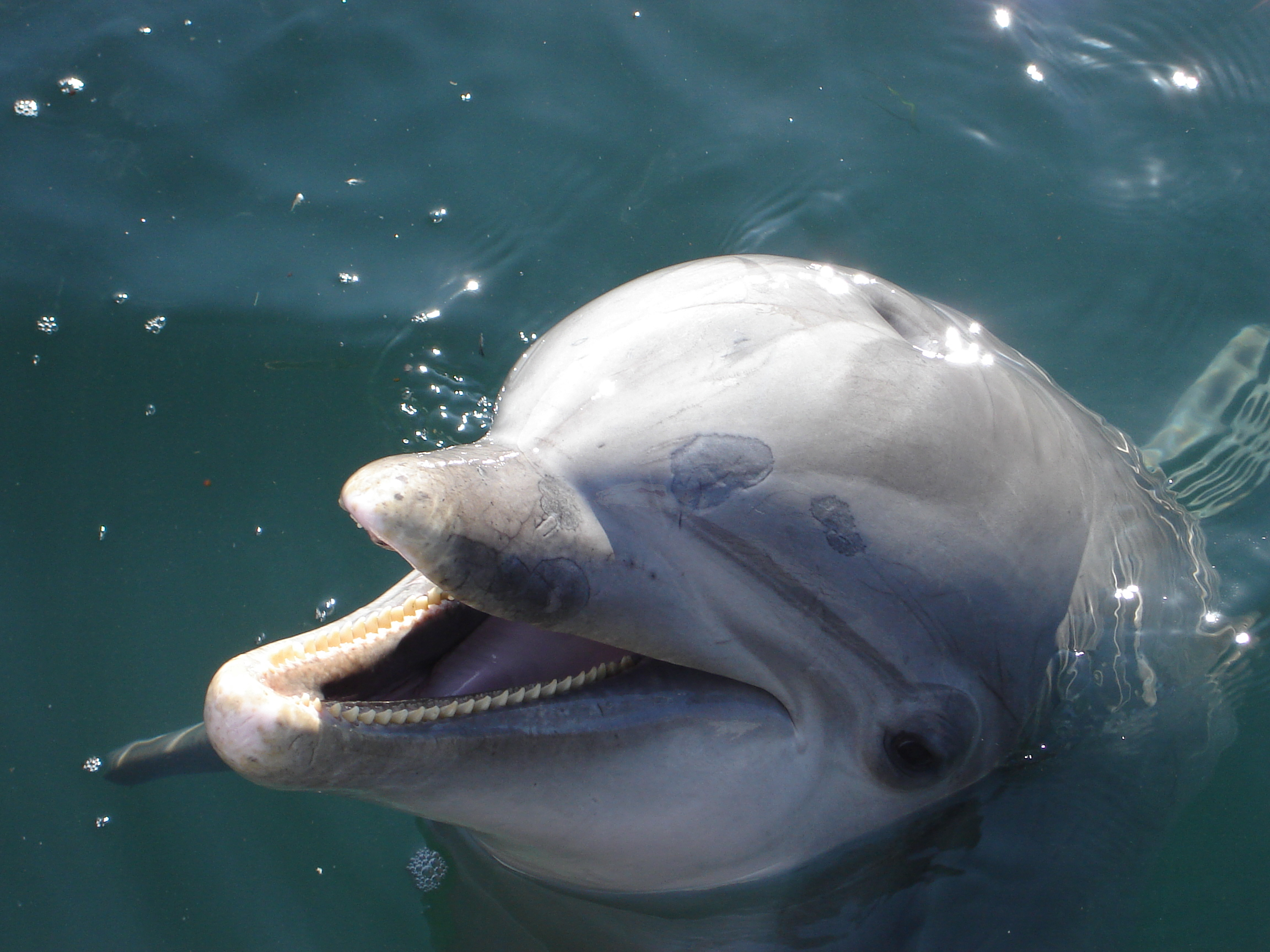
«Посмішка» дельфіна

Посмішка дельфіна — поширений міф, щодо здатності дельфінів виражати позитивні емоції за допомогою посмішки. Насправді, так звана «посмішка» спричинена виключно особливістю анатомічної будови щелепи дельфінів.

## Загальна інформація
Міф про здатність дельфінів посміхатися від задоволення активно використовується власниками дельфінаріїв задля демонстрації того, що ссавці чудово почуваються в умовах неволі, та у якості маркетингового ходу для залучення відвідувачів. «Посмішка» найяскравіше виражена у дельфінів-афалін, що є найчастішими мешканцями дельфінаріїв та океанаріумів. Насправді, дельфіни неспроможні виражати радісні емоції за допомогою міміки, а ілюзія «посмішки» виникає через особливість анатомічної будови їх щелепи і не зникає навіть тоді, коли дельфін помер.

## Згадки в культурі
- 1989 року американський зоозахисник Річард О'Баррі у співпраці з Кейт Колборн видав книгу «За посмішкою дельфіна» (англ. Behind the Dolphin Smile)[4]. Цитата з цієї книги досить часто вживається в статтях про захист дельфінів: |                  | Посмішка дельфіна — найбільший обман. Це створює ілюзію, що вони завжди щасливі Оригінальний текст (англ.) A dolphin's smile is the greatest deception. It creates the illusion that they're always happy |
| — Річард О'Баррі | |
- На альбомі «The Notorious Byrd Brothers» американського рок-гурту The Byrds є пісня «Dolphin's Smile».
- У книзі Олега Роя «Поклик дельфіна» герой на ім'я Макс пояснює своїй співрозмовниці природу походження «посмішки дельфіна»[5].
- У пісні «Право на правду» (альбом «Засмага на серце») українського гурту ФлайzZzа є рядки «Я боягуз, бо я боюсь, коли посмішку дельфіна продають за шалені гроші»[6].